# シドニー・スピリット
シドニー・スピリット（Sydney Spirit）は、オーストラリアのNBLに所属していたプロバスケットボールチームである。本拠地はシドニーの州立スポーツ・センター。

## 歴史
シドニーにおける第2のチーム「ウェストシドニー・レザーバックス（West Sydney Razorbacks）」として1998年よりNBL参加。
2002年と2004年にはファイナルに進出しているが、いずれも敗れ準優勝に終わっている。
2008-09シーズンよりチーム名は「シドニー・スピリット」に改名。シドニー・キングスの撤退（2010年復帰）によりシドニー唯一のチームとなった。しかし、同シーズン限りで撤退。